# Hirschfeld (Röthlein)
Hirschfeld ist ein Gemeindeteil der Gemeinde Röthlein im unterfränkischen Landkreis Schweinfurt in Bayern. Die ehemals selbständige Gemeinde bildet seit 1. Mai 1978 im Zuge der Gebietsreform in Bayern mit Röthlein und Heidenfeld die neue Großgemeinde Röthlein.

## Etymologie
Erstmals erwähnt wurde Hirschfeld 772 als „Hirzvurtin“. Der Ortsname variierte in der folgenden Zeit, so tauchten die Bezeichnungen „Hirzfurt“ und „Hirsuelt“ auf. Ursprünglich deutete man den Namen als Übergangsstelle des Rotwildes am Fluss Main. Heute hat sich die Theorie durchgesetzt, dass es sich beim Präfix Hirsch- um einen Personennamen handelt. Vielleicht bestand dort aber auch eine germanische Opferstätte, insbesondere für Hirsche. Denkbar ist aber auch, dass sich der Name von dem in Altertum und Mittelalter am häufigsten angebauten Getreide, der Hirse (mittelhochdeutsch „hirs“ bzw. „hirse“) ableitet, oder aber vom lateinischen hiscare (klaffen, sich öffnen), denn Hirschfeld liegt am Übergang des vergleichsweise engen mittleren Maintals zum nach Norden hin weit öffnenden Schweinfurter Becken.

## Geografische

### Lage

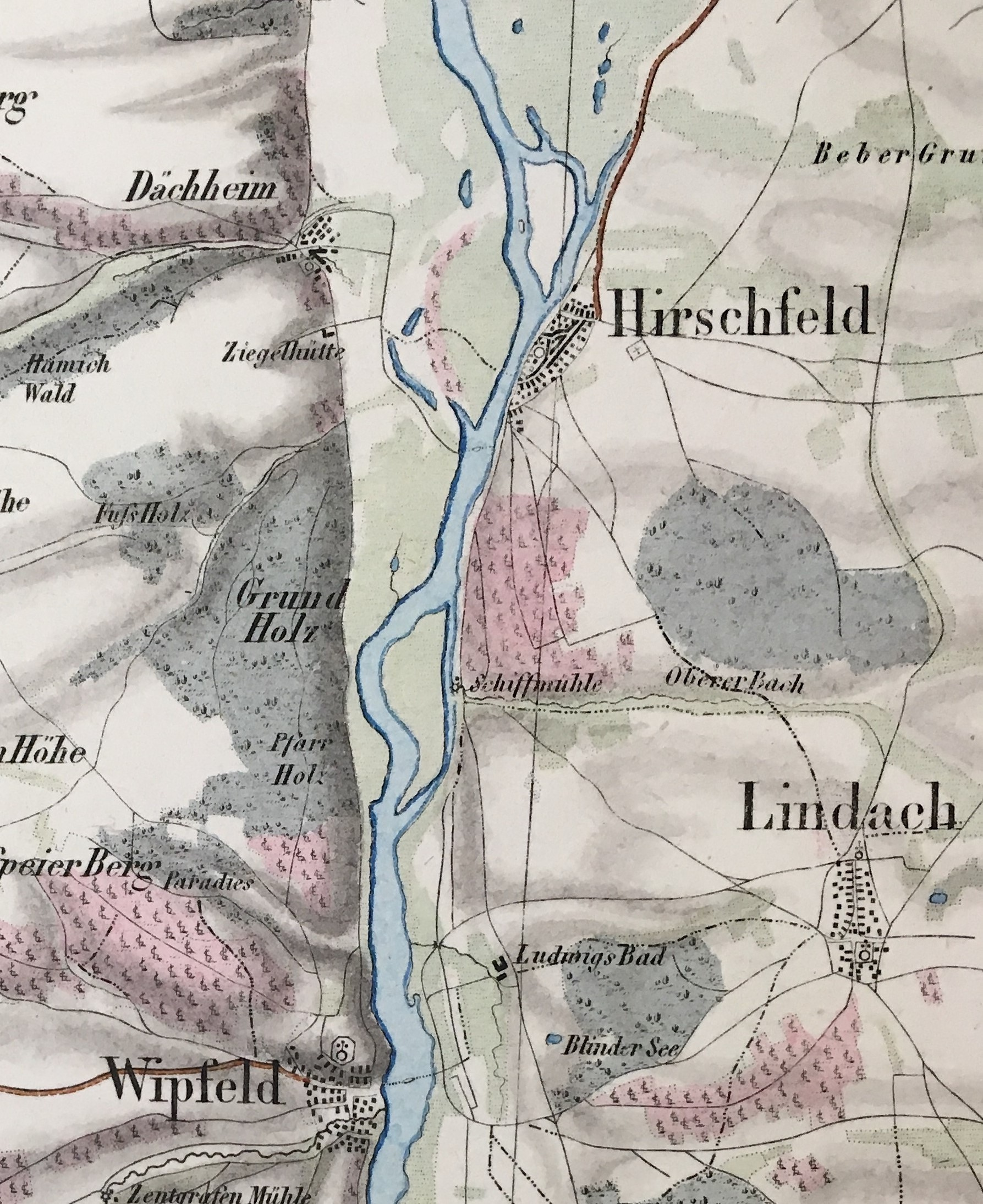
Ausschnitt einer historischen Karte (undatiert, frühes 19. Jh.) mit Weinbau (rosa) vor dem Befall der Reblaus

Das Kirchdorf Hirschfeld liegt im Süden des Röthleiner Gemeindegebiets und heute als einziger Ortsteil unmittelbar am Main. Hirschfeld liegt am südlichen Ende des Schweinfurter Beckens, wo das Main-Tiefland trichterförmig zusammenläuft (siehe rechte Abbildung) und die Marke von 200 m ü. NHN erreicht, weshalb das Dorf oftmals in der Geschichte unter Hochwasser zu leiden hatte. 
Die Gemarkung Hirschfeld entstand, als der Main noch einen anderen Verlauf hatte und überquert deshalb heute den heutigen Main, mit der westlich des Flusses gelegenen Mainbucht Hirschfelder Weiher.
Im Nordosten befindet sich Heidenfeld, mit dem Hirschfeld durch die Kreisstraße SW 1 verbunden ist. Östlich liegt Gernach und südöstlich erhebt sich Lindach, beides Kolitzheimer Ortsteile. Der Süden wird vom Wipfelder Gemeindeteil St. Ludwig eingenommen. Im Westen, auf der anderen Mainseite, liegt der Waigolshausener Ortsteil Dächheim.

### Naturraum und Kulturlandschaft
Der Raum um Hirschfeld gehört zu den ruhigsten und idyllischsten Abschnitten des Maintals und ist frei von (gewerblicher) Zersiedelung und von Landschaftszerschneidungen durch größerer Verkehrswege. Er ist eine intakte Natur- und Kulturlandschaft, mit mehreren Naturschutzgebieten, Obstplantagen und Weinbau.
Im Norden erstreckt sich entlang des Mains das Vogelschutzgebiet Garstadt und seine Erweiterung und im Süden das Naturschutzgebiet Wipfelder Mainaue bei St. Ludwig.

## Geschichte
Wahrscheinlich überquerten einst bei „Hirzvurtin“ (=Hirschfeld) Hirsche den Main. Aufgrund der Erwähnung in einer Fuldaer Urkunde im Jahr 772 zählt der Ort zu den ältesten im Landkreis Schweinfurt. Die zweite Erwähnung war im Jahr 1060 als „Hirzvurtin“ in einer Urkunde des Königs Heinrich IV. Zunächst war das Dorf Teil der Besitzungen des Markgrafen von Schweinfurt. Nach der Schweinfurter Fehde verlor dieses Geschlecht die meisten seiner Besitzungen. Größter Nutznießer war das Hochstift Würzburg. Daneben hielten die Augustiner-Chorherren von Stift Heidenfeld und die Herren von Egloffstein Besitzungen in Hirschfeld. Die hohe und niedere Gerichtsbarkeit hatte jedoch bis zum Ende des Alten Reiches der Fürstbischof von Würzburg inne. Im Jahre 1700 wurde die Pfarrkirche St. Kilian neu gebaut. 
Nach der Säkularisation kam Hirschfeld 1814 zusammen mit dem Großteil Frankens zu Bayern. Es wurde selbstständige Ruralgemeinde im Landgericht Schweinfurt. Im Jahr 1874 brannte das Dorf nieder und musste neu errichtet werden. Im Zweiten Weltkrieg erlitt der Ort am 25. Februar 1944 einen zweiten Brand, diesmal ausgelöst durch einen amerikanischen Fliegerangriff. Im Mai 1945 kam es zu weiteren Zerstörungen.
Mit der Gebietsreform in Bayern verlor Hirschfeld 1978 seine Unabhängigkeit und wurde Teil der Gemeinde Röthlein.

## Landwirtschaft

### Ackerbau
Das Schweinfurter Becken ist durch den leicht erodierenden, tonhaltigen Lettenkeuper gut für den Ackerbau geeignet.

### Wein- und Obstanbau
Bis Mitte des 19. Jahrhunderts wurde in Hirschfeld an den für den Weinbau besonders geeigneten Muschelkalkhängen auch Wein angebaut. Durch den Befall der Reblaus war die Entfernung der Rebstöcke nötig. Danach dienten die fruchtbaren Böden unter anderem dem Obstanbau.

## Baudenkmäler

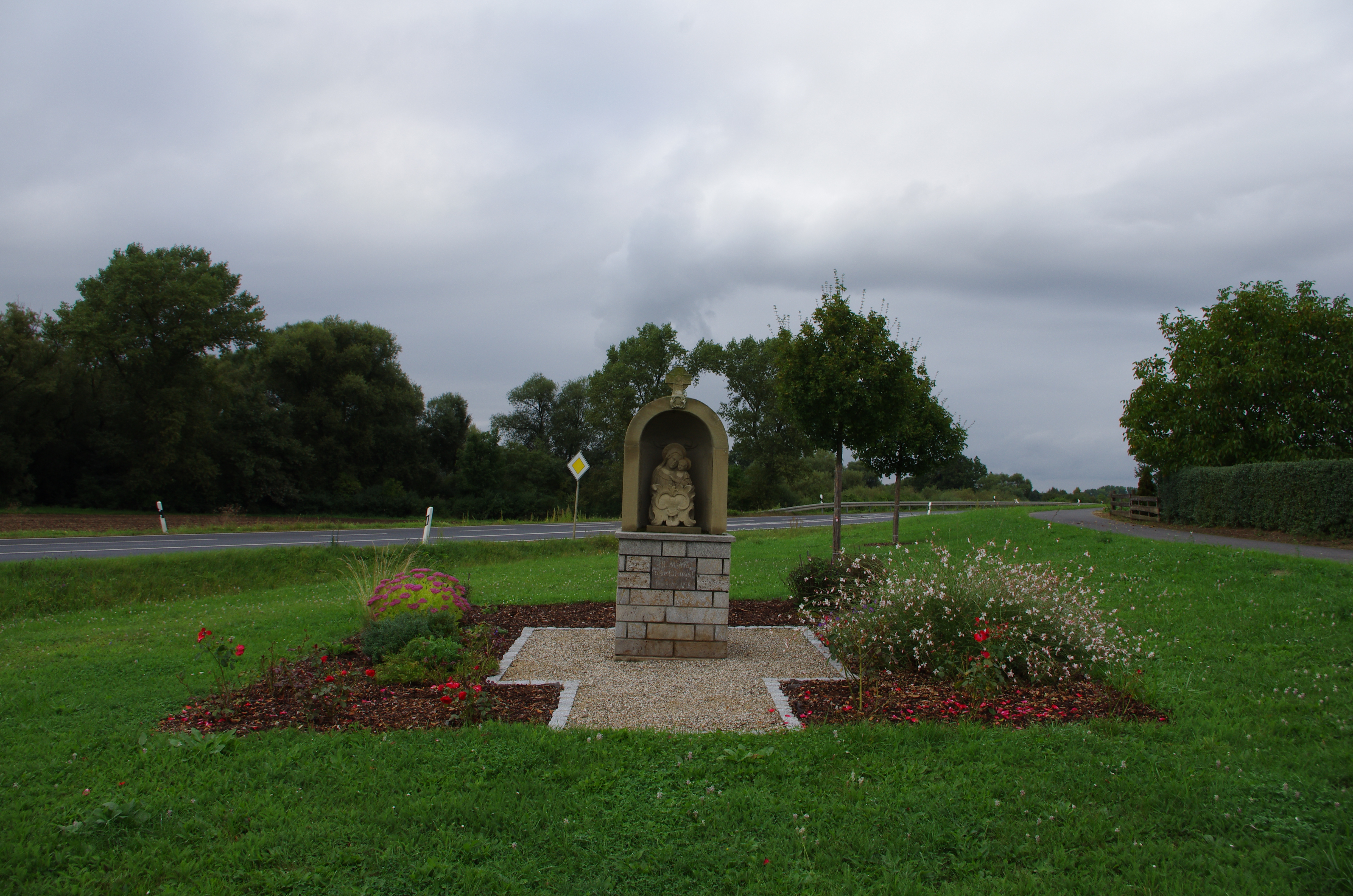
Das sogenannte „Weiße Marterla“ in Hirschfeld

Den Mittelpunkt des Ortes bildet die katholische Pfarrkirche St. Kilian. Sie wurde schon 1453 erstmals erwähnt. Während der Gegenreformation entstand der typische Spitzhelm unter Fürstbischof Julius Echter von Mespelbrunn. Während des Barock erbaute man das Langhaus zwischen 1700 und 1706 neu, ein Wappen von Bischof Johann Philipp von Greiffenclau zu Vollraths im Giebel der Fassade weist auf diese Erneuerung hin. Einige Teile der Ausstattung kamen aus der Klosterkirche von Heidenfeld hierher. 1974 erweiterte die Gemeinde den Chor.
Als katholisches Pfarrdorf in Franken haben sich in den Fluren des Ortes mehrere Bildstöcke und andere sakrale Kleindenkmäler erhalten. Die meisten dieser Flurdenkmäler stammen aus dem 18. bzw. 19. Jahrhundert. Daneben stehen in Hirschfeld die sogenannten Kreuzschlepper, eine Darstellung des kreuztragenden Christus. An der Gernacher Straße hat sich ein Prozessionsaltar des Jahres 1755 erhalten. Das sogenannte Weiße Marterla wurde 1765 geschaffen und zeigt Maria mit dem Kind.

## Söhne und Töchter von Hirschfeld
- Brigitte Jakobeit (* 1955), Übersetzerin